# Europamästerskapen i friidrott 1946
Europamästerskapen i friidrott 1946 var de tredje Europamästerskapen i friidrott genomfördes 23 augusti – 25 augusti 1946 på Bislett stadion i Oslo, Norge.
Mästerskapen var de första efter andra världskriget och eftersom Tyskland betraktades som ensamt ansvarigt för kriget var landet utestängt från deltagande. För första gången deltog idrottare från Sovjetunionen i ett internationellt friidrottsmästerskap.
De svenska deltagarna, som även under det nyligen avslutade kriget i större utsträckning kunnat förbättra sin standard, samlade ihop inte mindre än 22 medaljer varav 11 guld, vilket var mer än vad något annat land förmådde.

## Förkortningar
- WR = Världsrekord
- ER = Europarekord
- CR = Mästerskapsrekord

## Medaljörer, resultat

### Herrar
| Gren               | Guld                                                                   | Guld         | Silver                                                               | Silver  | Brons                                                                       | Brons   |
| 100 meter          | John Archer Storbritannien                                             | 10,6         | Haakon Tranberg Norge                                                | 10,7    | Carlo Monti Italien                                                         | 10,8    |
| 200 meter          | Nikolai Karakulov Sovjetunionen                                        | 21,6         | Haakon Tranberg Norge                                                | 21,7    | Jiři David Tjeckoslovakien                                                  | 21,9    |
| 400 meter          | Niels Holst-Sørensen Danmark                                           | 47,9 (CR)    | Jacques Lunis Frankrike                                              | 48,3    | Derek Pugh Storbritannien                                                   | 48,9    |
| 800 meter          | Rune Gustafsson Sverige                                                | 1.51,0       | Niels Holst-Sørensen Danmark                                         | 1.51,1  | Marcel Hansenne Frankrike                                                   | 1.51,2  |
| 1 500 meter        | Lennart Strand Sverige                                                 | 3.48,0 (CR)  | Henry Eriksson Sverige                                               | 3.48,8  | Erik Jørgensen Danmark                                                      | 3.52,8  |
| 5 000 meter        | Sidney Wooderson Storbritannien                                        | 14.08,6 (CR) | Wim Slijkhuis Nederländerna                                          | 14.14,0 | Evert Nyberg Sverige                                                        | 14.23,2 |
| 10 000 meter       | Viljo Heino Finland                                                    | 29.52,0 (CR) | Helge Perälä Finland                                                 | 30.31,4 | András Csaplár Ungern                                                       | 30.35,2 |
| Maraton            | Mikko Hietanen Finland                                                 | 2:24.55 (CR) | Väinö Muinonen Finland                                               | 2:26.08 | Jakov Punjo Sovjetunionen                                                   | 2:26.21 |
| 110 meter häck     | Håkan Lidman Sverige                                                   | 14,6         | Hippolyte Braekman Belgien                                           | 14,9    | Väinö Suvivuo Finland                                                       | 15,0    |
| 400 meter häck     | Bertel Storskrubb Finland                                              | 52,2 (CR)    | Sixten Larsson Sverige                                               | 52,4    | Rune Larsson Sverige                                                        | 52,5    |
| 3 000 meter hinder | Raphaël Pujazon Frankrike                                              | 9.01,4 (CR)  | Erik Elmsäter Sverige                                                | 9.11,0  | Thore Sjöstrand Sverige                                                     | 9.14,0  |
| 4 x 100 meter      | Sverige: Stig Danielsson Inge Nilsson Olle Laessker Stig Håkansson     | 41,5         | Frankrike: Agathon Lepève Julien Lebas Pierre Gonon René Valmy       | 42,0    | Tjeckoslovakien: Mirko Paraček Leopold Laznicka Miroslav Rihosek Jiři David | 42,2    |
| 4 x 400 meter      | Frankrike: Bernard Santona Yves Cros Robert Chef d’Hotel Jacques Lunis | 3.14,4       | Storbritannien: Ronald Ede Derek Pugh Bernard Elliot William Roberts | 3.14,5  | Sverige: Folke Alnevik Stig Lindgård Sven-Erik Nolinge Tore Sten            | 3.15,0  |
| 10 km gång         | John Mikaelsson Sverige                                                | 46.05,2 (CR) | Fritz Schwab Schweiz                                                 | 47.03,6 | Emile Maggi Frankrike                                                       | 48.10,4 |
| 50 km gång         | John Ljunggren Sverige                                                 | 4:38.20 (CR) | Henry Forbes Storbritannien                                          | 4:42.58 | Charles Megnin Storbritannien                                               | 4:57.04 |
| Höjdhopp           | Anton Bolinder Sverige                                                 | 1,99         | Alan Paterson Storbritannien                                         | 1,96    | Nils Nocklén Finland                                                        | 1,93    |
| Längdhopp          | Olle Laessker Sverige                                                  | 7,42         | Lucien Graf Schweiz                                                  | 7,40    | Miroslav Rihosek Tjeckoslovakien                                            | 7,29    |
| Stavhopp           | Allan Lindberg Sverige                                                 | 4,17 (CR)    | Nikolai Osolin Sovjetunionen                                         | 4,10    | Jan Bém Tjeckoslovakien                                                     | 4,10    |
| Trestegshopp       | Valdemar Rautio Finland                                                | 15,17        | Bertil Johnson Sverige                                               | 15,15   | Arne Åhman Sverige                                                          | 14,96   |
| Kulstötning        | Gunnar Huseby Island                                                   | 15,56        | Dimitri Gorjanov Sovjetunionen                                       | 15,25   | Yrjö Lehtilä Finland                                                        | 15,23   |
| Diskuskastning     | Adolfo Consolini Italien                                               | 53,23 (CR)   | Giuseppe Tosi Italien                                                | 50,39   | Veikko Nyqvist Finland                                                      | 48,14   |
| Släggkastning      | Bo Eriksson Sverige                                                    | 56,44        | Erik Johansson Sverige                                               | 53,54   | Duncan Clark Storbritannien                                                 | 51,32   |
| Spjutkastning      | Lennart Atterwall Sverige                                              | 68,74        | Yrjö Nikkanen Finland                                                | 67,50   | Tapio Rautavaara Finland                                                    | 66,40   |
| Tiokamp            | Godtfred Holmvang Norge                                                | 6 760        | Sergei Kuznetsov Sovjetunionen                                       | 6 721   | Göran Waxberg Sverige                                                       | 6 661   |

### Damer
| Gren           | Guld                                                                                            | Guld       | Silver                                                                    | Silver | Brons                                                                                   | Brons |
| 100 meter      | Jevgenia Setjenova Sovjetunionen                                                                | 11,9 (CR)  | Winifred Jordan Storbritannien                                            | 12,1   | Claire Bresolles Frankrike                                                              | 12,2  |
| 200 meter      | Jevgenia Setjenova Sovjetunionen                                                                | 25,4       | Winifred Jordan Storbritannien                                            | 25,6   | Léa Caurla Frankrike                                                                    | 25,6  |
| 80 meter häck  | Fanny Blankers-Koen Nederländerna                                                               | 11,8       | Jelena Gokieli Sovjetunionen                                              | 11,9   | Valentina Fokina Sovjetunionen                                                          | 11,9  |
| 4 x 100 meter  | Nederländerna: Gerda van der Kade-Koudijs Netty Witziers-Timmer Marta Adema Fanny Blankers-Koen | 47,8       | Frankrike: Léa Caurla Anne-Marie Colchen Claire Bresolles Monique Drichon | 48,2   | Sovjetunionen: Jevgenia Setjenova Valentina Fokina Jelena Gokieli Valentina Vassilijeva | 49,4  |
| Höjdhopp       | Anne-Marie Colchen Frankrike                                                                    | 1,60       | Aleksandra Tjudina Sovjetunionen                                          | 1,57   | Anne Iversen Danmark                                                                    | 1,57  |
| Längdhopp      | Gerda van der Kade-Koudijs Nederländerna                                                        | 5,67       | Lidia Gailis Sovjetunionen                                                | 5,66   | Valentina Vassilijeva Sovjetunionen                                                     | 5,63  |
| Kulstötning    | Tatjana Sevrjukova Sovjetunionen                                                                | 14,16 (CR) | Micheline Ostermayer Frankrike                                            | 12,84  | Amelia Piccinini Italien                                                                | 12,21 |
| Diskuskastning | Nina Dumbadse Sovjetunionen                                                                     | 44,52      | Ann Niesink Nederländerna                                                 | 40,46  | Jadwiga Wajs Polen                                                                      | 39,37 |
| Spjutkastning  | Klavdija Majutjaja Sovjetunionen                                                                | 46,25 (CR) | Ludmila Anokina Sovjetunionen                                             | 45,84  | Johanna Koning Nederländerna                                                            | 43,24 |

## Medaljfördelning
| Medaljfördelning |                 |      |        |       |        |
| Plats            | Land            | Guld | Silver | Brons | Totalt |
| 1                | Sverige         | 11   | 5      | 6     | 22     |
| 2                | Sovjetunionen   | 6    | 7      | 4     | 17     |
| 3                | Frankrike       | 3    | 4      | 4     | 11     |
| 4                | Finland         | 3    | 3      | 5     | 11     |
| 5                | Nederländerna   | 3    | 2      | 1     | 6      |
| 6                | Storbritannien  | 2    | 5      | 3     | 10     |
| 7                | Norge           | 1    | 2      | -     | 3      |
| 8                | Danmark         | 1    | 1      | 2     | 4      |
|                  | Italien         | 1    | 1      | 2     | 4      |
| 10               | Island          | 1    | -      | -     | 1      |
| 11               | Schweiz         | -    | 2      | -     | 2      |
| 12               | Belgien         | -    | 1      | -     | 1      |
| 13               | Tjeckoslovakien | -    | -      | 4     | 4      |
| 14               | Polen           | -    | -      | 1     | 1      |
|                  | Ungern          | -    | -      | 1     | 1      |